# Clock Tower II: The Struggle Within
Clock Tower II: The Struggle Within (クロックタワーゴーストヘッド?, Kurokku Tawā: Gōsuto Heddo) è un videogioco survival horror per PlayStation, anche se il titolo rende l'idea che possa essere il seguito di Clock Tower, esso è uno spin-off della serie, poiché non ha nulla a che vedere con i due capitoli precedenti. Il gioco è stato distribuito il 12 marzo del 1998 in Giappone mentre in Europa il 31 ottobre del 1999.

## Trama
Nell'edizione pubblicata in Giappone, il gioco è ambientato a Osaka, mentre in quella pubblicata in Nordamerica ed Europa è ambientato in California, e anche i nomi dei personaggi sono inglesi. Nella sequenza iniziale animata vengono mostrate due persone intente a scavare in un cimitero, ove dissotterrano una neonata sepolta viva e la portano via. La bambina è Alyssa Hale, la protagonista giocabile. Affetta da un disturbo della personalità multipla, Alyssa cova dentro di sé una seconda personalità maligna, chiamata "Mr. Bates", che la ragazza tiene a freno come può con l'aiuto di un amuleto.
Il gioco inizia nel 1999, quando Alyssa è una studentessa di diciassette anni e si reca a far visita a Philip Tate, un amico del padre. Arrivata a destinazione però Alyssa viene attaccata da sua cugina Stephanie, che comincia a darle la caccia con un coltello. Philip le consegna una statuetta e le ordina di bruciarla, a causa della "maledizione dei Maxwell". Alyssa ubbidisce e subito dopo perde conoscenza. Risvegliatasi in un ospedale infestato da morti viventi, fugge con l'aiuto di un detective di nome Alex Corey e poi perde nuovamente i sensi. Alyssa si risveglia in un laboratorio, ove Alex l'ha portata. A questo punto però si imbatte in un uomo armato di accetta e col volto coperto da una maschera da oni, che inizia a sua volta a darle la caccia. Più tardi Alyssa spia una conversazione tra Allen Hale, suo padre, e l'uomo mascherato, il cui vero nome è George Maxwell. 
Si scopre che Alyssa è in realtà figlia non di Allen, bensì proprio di George Maxwell, la cui famiglia è però vittima di una maledizione, per la quale periodicamente danno alla luce una coppia di gemelli maligni, i quali, per proteggere la famiglia, vengono uccisi seppellendoli vivi subito dopo la nascita; è quello che diciassette anni prima successe anche ad Alyssa (il cui vero nome è Lynn Maxwell) e al suo fratello gemello, ma lei fu salvata da Allen Hale, il quale voleva rovinare la famiglia Maxwell, perché geloso della loro ricchezza. Mr. Bates, l'alter ego malvagio di Alyssa, è presumibilmente lo spirito del suo gemello, che è morto nel cimitero. Allen spara a George e Alyssa scappa dalla casa, che esplode alle sue spalle. 

## Personaggi
- Alyssa Hale (御堂島 優 Midōshima Yū)

Alyssa è il personaggio principale del gioco, è una ragazza di diciassette anni affetta dal disturbo della personalità multipla, all'inizio del gioco si troverà in casa Tate per trascorrere il fine settimana. In realtà, Alyssa è il bambino che nel filmato introduttivo del gioco, Allen Hale porta via dal cimitero, in modo da causare la rovina di George Maxwell, il padre biologico di Alyssa. Il vero nome di Alyssa è Lynn Maxwell. Suo padre adottivo, era il direttore di un ospedale e per questo non ha passato molto tempo con sua figlia, questo ha reso Alyssa una ragazza molto calma, timida e chiusa. Quando era bambina, Allen Hale le donò un amuleto, che possiede una forza mistica in grado di tenere a bada Mr.Bates. Alyssa possiede anche un potere particolare, ovvero l'intuito spirituale.
- Bates (翔 Shō)

Bates è la personalità malvagia di Alyssa. I Maxwell, temendo che, essendo colpiti dalla maledizione, i loro figli sarebbero potuti diventare dei mostri (come Bobby e Dan dei giochi precedenti) sotterrarono Alyssa in un cimitero, come è stato fatto nelle generazioni passate. Bates è malvagio, non gli importa di nessuno, l'unica persona che gli sta a cuore è Alyssa, ma probabilmente lo fa solo per difesa personale, non si sa nulla di come sia nato. Ha ucciso dei ragazzi che infastidivano Alyssa, questo l'ha portata a essere rinchiusa in un ospedale psichiatrico, durante il gioco, Alyssa sarà posseduta da Bates con il quale il giocatore avrà la possibilità di utilizzare delle armi, ma se indosserà l'amuleto di Alyssa, scomparirà per un certo periodo. Il suo nome sembra alludere a Norman Bates, l'assassino affetto da personalità multipla in Psyco di Alfred Hitchcock
- Allen Hale (御堂島 崇 Midōshima Takashi)
- Philip Tate (鷹野 初 Takano Hajime)
- Kathryn Tate (鷹野 弥生 Takano Yayoi)
- Stephanie Tate (鷹野 千夏 Takano Chinatsu)
- Ashley Tate (鷹野 秋代 Takano Akiyo)
- Michael Tate (鷹野 雅春 Takano Masaharu)
- Alex Corey (礎 等 Ishizue Hitoshi)
- Doug Bowman (剛元 亘 Gōmoto Wataru)
- Henry Kaplan (宇路 達士 Uro Tatsushi)
- Jessica Cook (岸 温美 Kishi Atsumi)
- Shannon Lewis (藤香 Fujika)
- George Maxwell (才堂 不志人 Saidō Fushito)